# Samuel Haughton
Samuel Haughton (Carlow, 21 de diciembre de 1821-Dublín, 31 de octubre de 1897) fue un botánico, geólogo, arqueólogo y escritor científico irlandés.

## Biografía
Era originario de Carlow, hijo de James Haughton (1795–1873). Su padre, hijo de un cuáquero, pero él mismo un Unitarian, fue un activo filántropo, y fuerte esponsor del Padre Theobald Mathew, un vegetariano, y un antiesclavista y escritor.
Luego de una distinguida carrera en Trinity College (Dublín), fue elegido miembro en 1844. Trabajando en modelos matemáticos bajo James MacCullagh, en 1848 fue galardonado con la medalla Cunningham por la Real Academia de Irlanda.
Fue ordenado sacerdote en 1847, pero rara vez predicaba. En 1851 fue nombrado profesor de geología en el Trinity College, y este cargo que desempeñó durante treinta años. Comenzó el estudio de medicina en 1859, y en 1862 obtuvo el grado de MD por la Universidad de Dublín. Luego fue secretario de la Facultad de Medicina, estado donde hizo mucho por mejorar, y representó a la universidad en el Consejo Médico General de 1878 a 1896. Fue elegido miembro de la Royal Society en 1858, y en el transcurso del tiempo Oxford le confirió el honorable grado de DCL, y en Cambridge y Edimburgo el de LL.D.
En 1866, Haughton desarrolló las ecuaciones originales para ahorcar con un método humanitario de ejecución, donde el cuello se rompe en el momento de la caída, por lo que la persona condenada no es estrangulada lentamente a la muerte. "El ahorcamiento considerado desde un punto de vista mecánico y fisiológico", fue publicado en el London, Edinburgh and Dublin Philosophical Magazine and Journal of Science, v. 32 N.º 213 (julio de 1866). Su sistema se conocía como el método "caída estándar".
Era un animal, y comunicaba trabajos sobre muy diferentes temas a varias sociedades científicas y revistas científicas en Londres y Dublín. Escribió sobre las leyes del equilibrio, y en el movimiento de los cuerpos sólidos y líquidos (1846), en el sol el calor, la radiación terrestre, geología y clima, y mareas. Escribió también sobre granitos de Leinster y Donegal; en las escisiones geológicas y planos de conjuntos en el Old Red Sandstone de Waterford (1857-1858).
Haughton también estuvo implicado en el FF.CC. Dublín y Kingstown de la empresa, en la que se veía después de la construcción de las primeras locomotoras. Fue la primera empresa ferroviaria en el mundo en construir sus propias locomotoras.

### Sus críticas y ataques a Darwin
Haughton tiene el dudoso honor de ser la primera persona en comentar sobre la teoría de Darwin, cuando en 1858, los documentos conjuntos de Darwin y Alfred Russel Wallace se leyeron en la Sociedad Linneana de Londres. Se presentaron por estrechos aliados de Darwin, el geólogo Charles Lyell y el botánico Joseph Dalton Hooker. Haughton presumiblemente vio la versión impresa de los periódicos y atacó la teoría brevemente en declaraciones hechas a la Sociedad Geológica de Dublín el 9 de febrero de 1859. Estos fueron reportados en la revista de la sociedad, y un recorte de este encontró su camino en posesión de Darwin. Haughton escribió:

Esta especulación de Mess. Darwin y Wallace no sería digno de mención si no fuera por el peso de la autoridad de los nombres bajo cuyos auspicios se ha sacado adelante. Si significa lo que dice, es un lugar común; si significa algo más, es contrario a los hechos.

Darwin comentó más adelante en su autobiografía:

que ésta era la única respuesta a los documentos, que resume el veredicto de Haughton como "todo lo que [era] nuevo allí era falso, y lo que era cierto era viejo '".

En un artículo anónimo escrito en 1860 en el Natural History Review Haughton expuso su opinión de que la teoría de Darwin fue fundada casi en su totalidad en la especulación, y también que esta teoría especulativa pertenecía originalmente a Lamarck y que las diferencias entre el trabajo de los dos hombres eran mínimas.

para establecer un carácter por sutileza y habilidad, en la elaboración de las grandes conclusiones sobre este tema a partir de premisas esbeltas, el primer requisito es, la ignorancia de lo que otros especuladores han intentado antes que nosotros en el mismo campo, y el segundo es, una firme confianza en nuestra propia teoría especial. Ninguno de estos requisitos puede considerarse falto de aquellos que se dedican a la tarea de reproducir la teoría de la vida orgánica de Lamarck, ya sea como totalmente nuevo, o con mas un manto raído andrajoso, echado sobre su desnudez originaria.

## Algunas publicaciones
- Manual of Geology, 1865
- Principles of Animal Mechanics, 1873
- Six Lectures on Physical Geography, 1880
- con su amigo, profesor J Galbraith, emitió una serie de Manuals of Mathematical and Physical Science.

## Reconocimientos
- 1886-1891: presidente de la Real Academia de Irlanda[2]
- durante veinte años fue secretario de la Real Sociedad Zoológica de Irlanda.
- 1880: Conferencia Croonian de mecánica de los animales a la Royal Society.

## Epónimos
- (Adiantaceae) Gymnogramma haughtonii (Hook.); Bak[6]
- (Aspleniaceae) Asplenium haughtonii (Hook.) Bir, Fraser-Jenk. & Lovis[7]
- (Aspleniaceae) Ceterach haughtonii (Hook.) Cronk[8]